# 促炎性细胞因子
促炎性细胞因子（英語：inflammatory cytokine；proinflammatory cytokine，PC）是一系列可以促進炎症的细胞因子的總稱，其透過活化的巨噬細胞參與炎症反應，如急性炎症和慢性炎症等。
比較常見的促炎细胞因子包括介白素-1 (IL-1)、腫瘤壞死因子α (TNF alpha)、介白素-6 (IL-6)、介白素-1β (IL-1β)等。